# St. Michael (Wemmetsweiler)

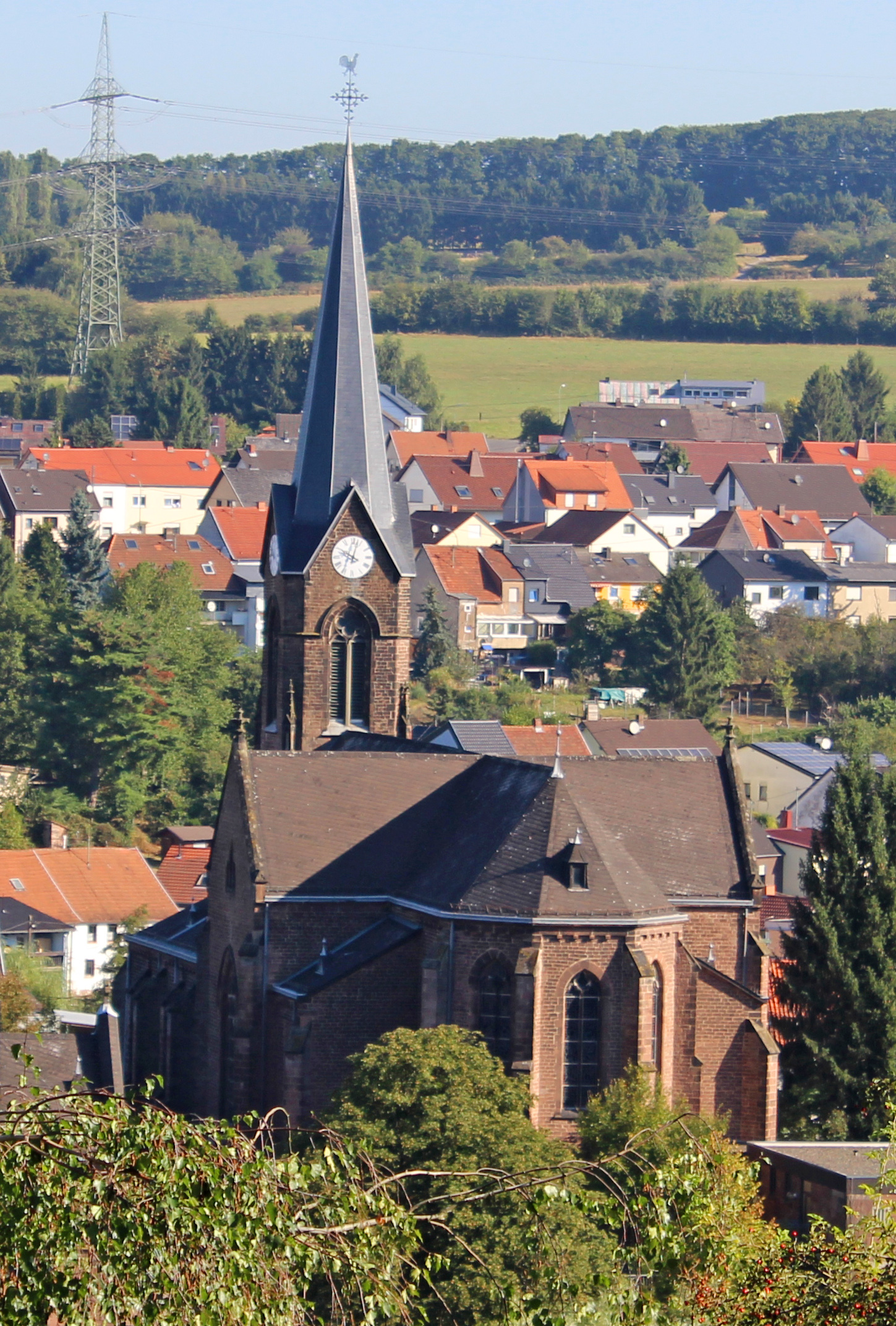
Die Pfarrkirche St. Michael in Wemmetsweiler

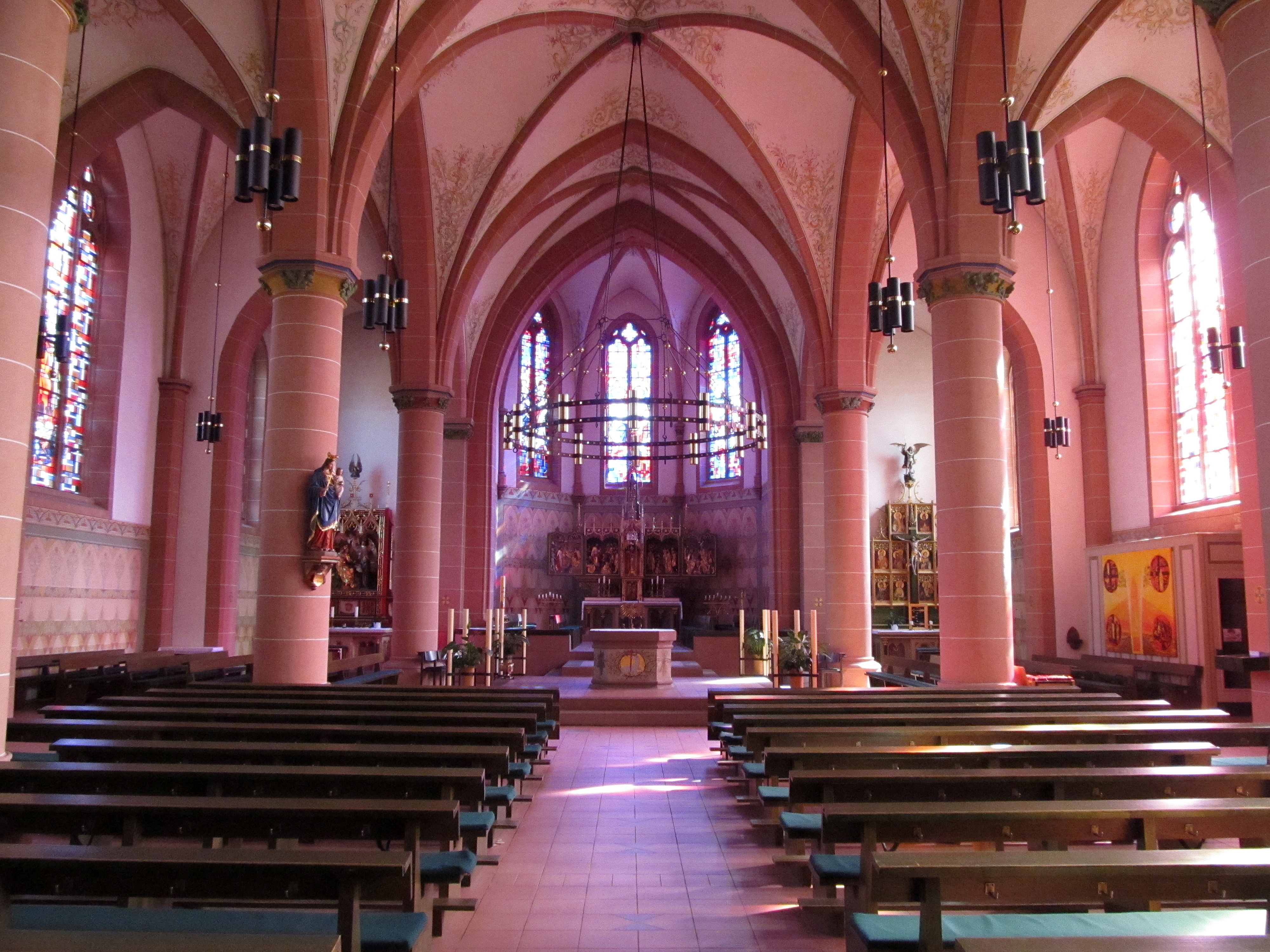
Blick ins Innere der Kirche

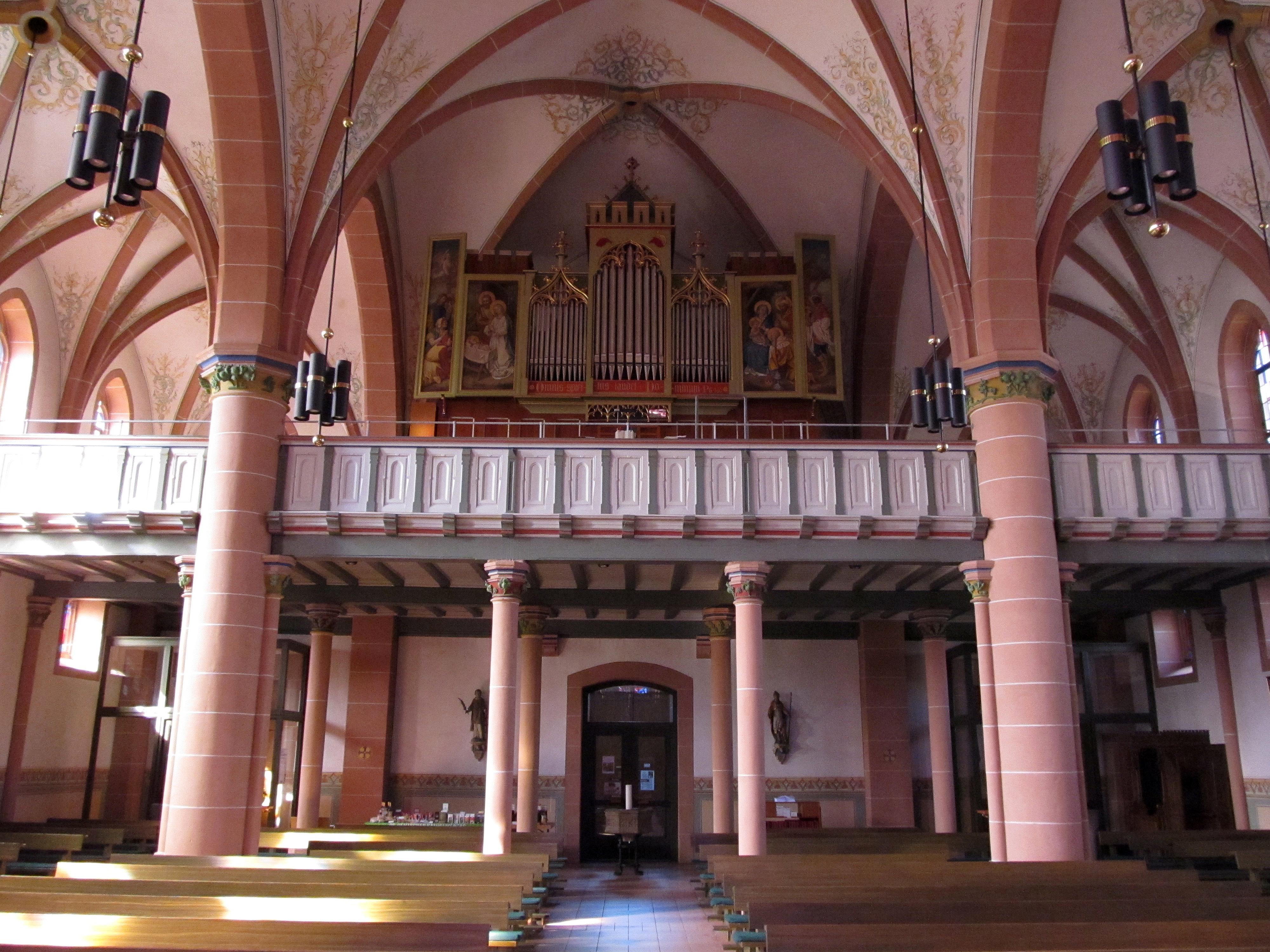
Blick zur Orgelempore

Die Pfarrkirche St. Michael ist die katholische Dorfkirche von Wemmetsweiler (Saarland). Sie wurde ab 1898 nach Plänen des Saarbrücker Architekten Wilhelm Hector im Stil der Neugotik errichtet und am 20. Juli 1903 dem Erzengel Michael und den Vierzehn Nothelfern geweiht. In der Denkmalliste des Saarlandes ist das Kirchengebäude als Einzeldenkmal aufgeführt.

## Geschichte
Ein Kirchengebäude ist in Wemmetsweiler seit Mitte des 17. Jahrhunderts nachweisbar. Die den Vierzehn Nothelfern geweihte Kapelle stand im Unterdorf des Ortes und diente den Gläubigen der Umgebung mehr als 200 Jahre als Gotteshaus. Nach der Grundsteinlegung für einen Kirchenneubau wurde die Kapelle 1901 abgerissen. Deren Altar befindet sich heute in der neuen Kirche.
Unweit des Standortes des Vierzehn-Nothelfer-Kapelle errichtete Wilhelm Hector dem Zeitgeschmack des Historismus verpflichtet einen neugotischen Bau. Zusätzlich zur alten Sakristei fügte Otto Eberbach 1918 eine neue an. Die ursprünglich zur Pfarrei Illingen gehörende Kirche wurde 1908 eine eigene Pfarrei. In den Jahren 1977/78 fand eine umfangreiche Sanierung statt, in deren Zuge der Innenraum grundlegend umgestaltet wurde.
Im Rahmen von Bohrungen wurde im Jahr 1992 eine tektonische Störung unter der Kirche festgestellt, die als Folge des Steinkohlebergbaus auftrat. Das Kirchengebäude war auf einer Länge von 50 Metern in eine Schieflage von bis zu 86 Zentimetern geraten und musste geschlossen werden. Noch im gleichen Jahr begannen Sicherungsarbeiten zur Rettung des Sakralbaus, die bis 1995 abgeschlossen werden konnten. Ein Stahlbetonbalkenfundament, das auf insgesamt 75 elastischen Lagern liegt, sichert seitdem die Kirche gegen Bergbauschäden ab. Für die Ausführung der Arbeiten zeichnete die Bauunternehmung TKP Paul Krächan (Uchtelfangen) verantwortlich. Während der Sicherungsarbeiten diente die 1996 abgerissene Filialkirche Maria Königin als Ausweichkirche, in die auch die sakralen Gegenstände von St. Michael ausgelagert wurden.

## Ausstattung
Das von einem großen Radleuchter markierte Zentrum des Kirchenraums ist seit Ende der 1970er Jahre ein Zelebrationsaltar. Der Hochaltar im Chor zeigt die Verurteilung Jesu vor Pilatus, die Bergpredigt, die Brotvermehrung sowie die Anbetung der Könige. Auf der Predella begleiten die Kirchenväter Hieronymus und Ambrosius (links) sowie Gregor und Augustinus (rechts) den Altar. Zwei weitere Altäre sind den Vierzehn Nothelfern und der Jungfrau Maria geweiht.
Im Zuge der letzten Renovierung wurde ein neuer Kreuzweg angeschafft, der an den beiden Seitenwänden des Langhauses angebracht ist. Er ist dem Kreuzweg der Johann-Nepomuk-Kirche in Wien nachempfunden, der zwischen 1844 und 1846 von Joseph Führich geschaffen wurde. In den 1990er Jahren wurde bei einer Umgestaltung der Kirche ein umlaufender Wandteppich als Ergänzung der Gewölbeausmalung angelegt.

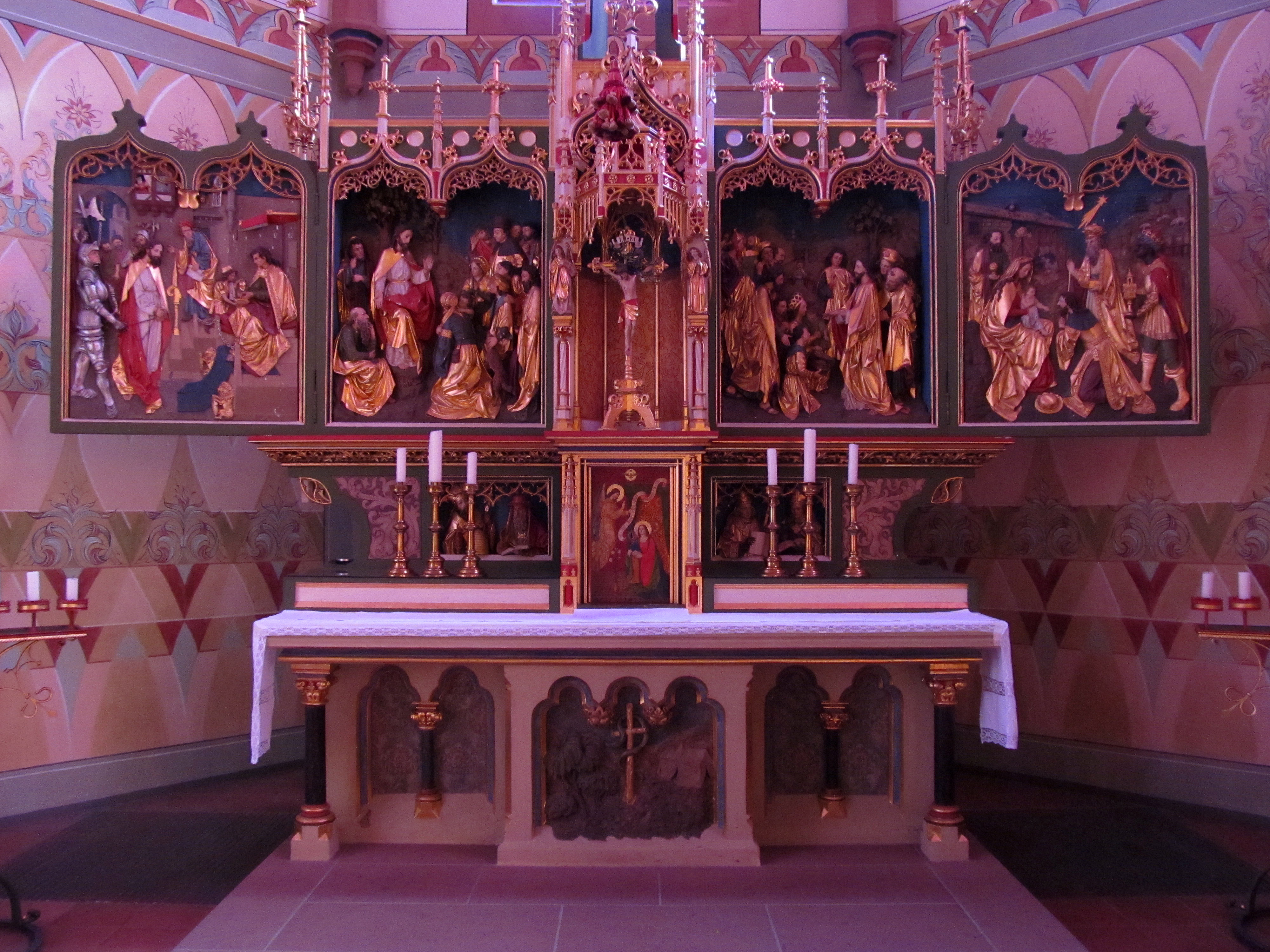
Hochaltar
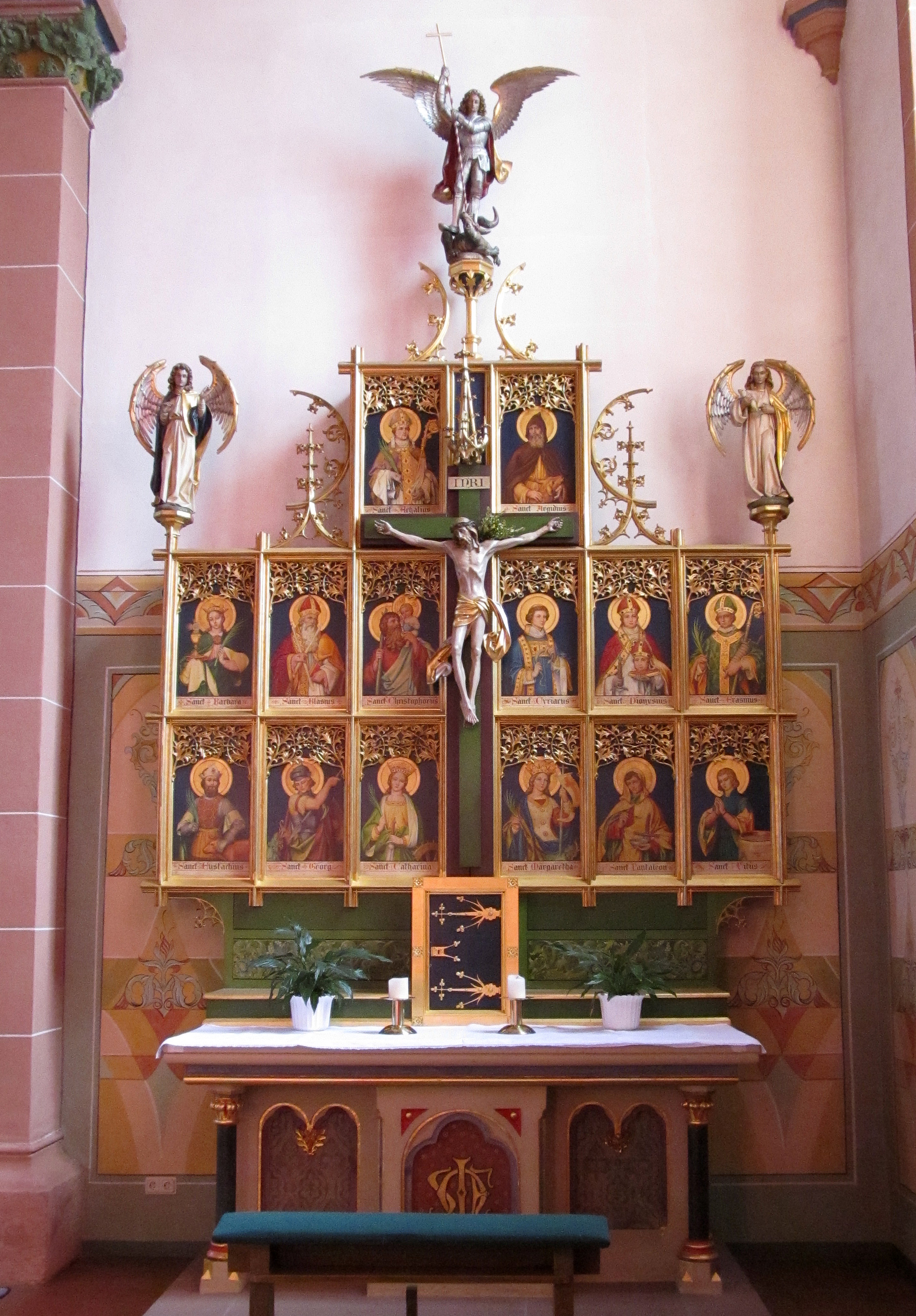
Vierzehn-Nothelfer-Altar
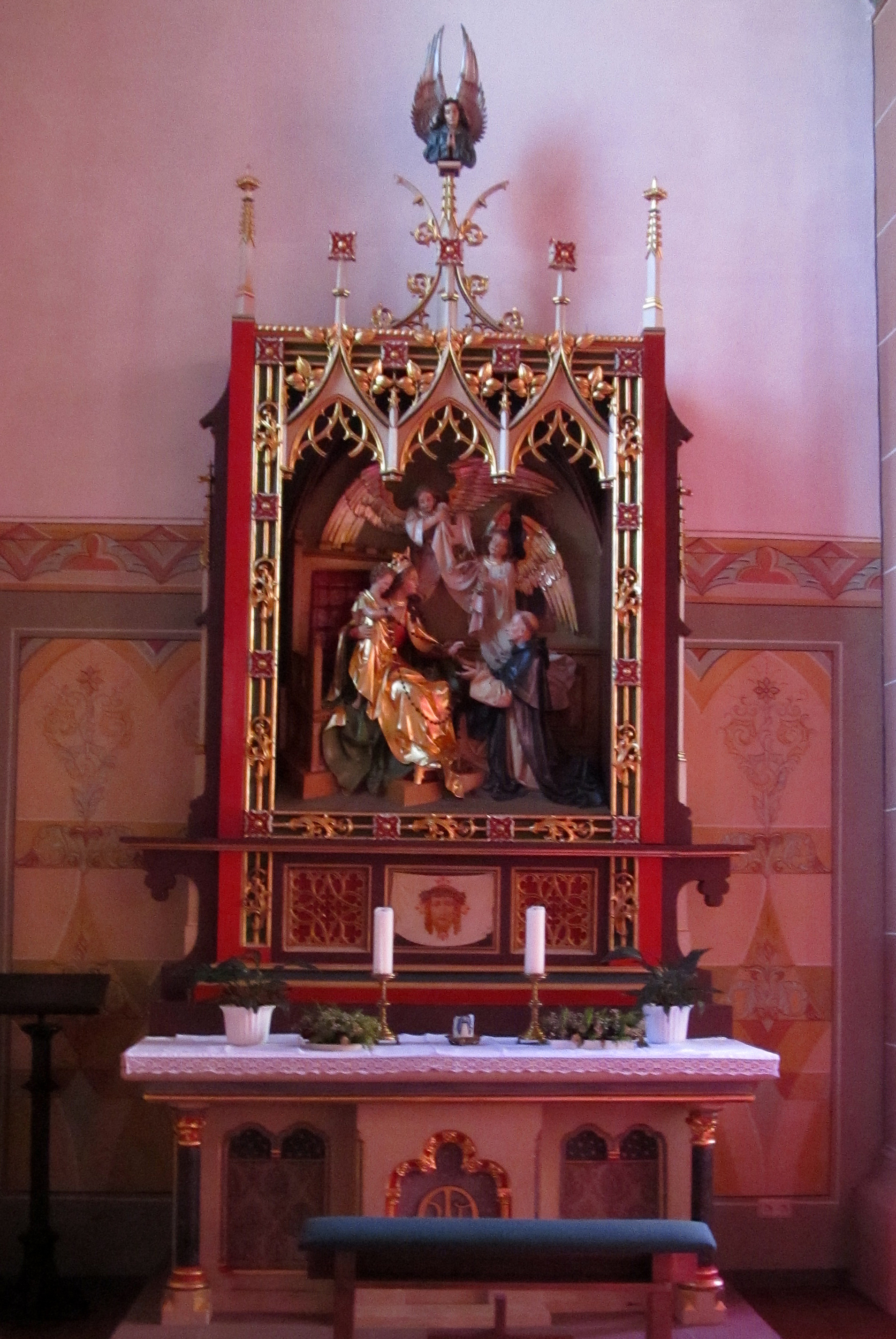
Marienaltar

## Orgel

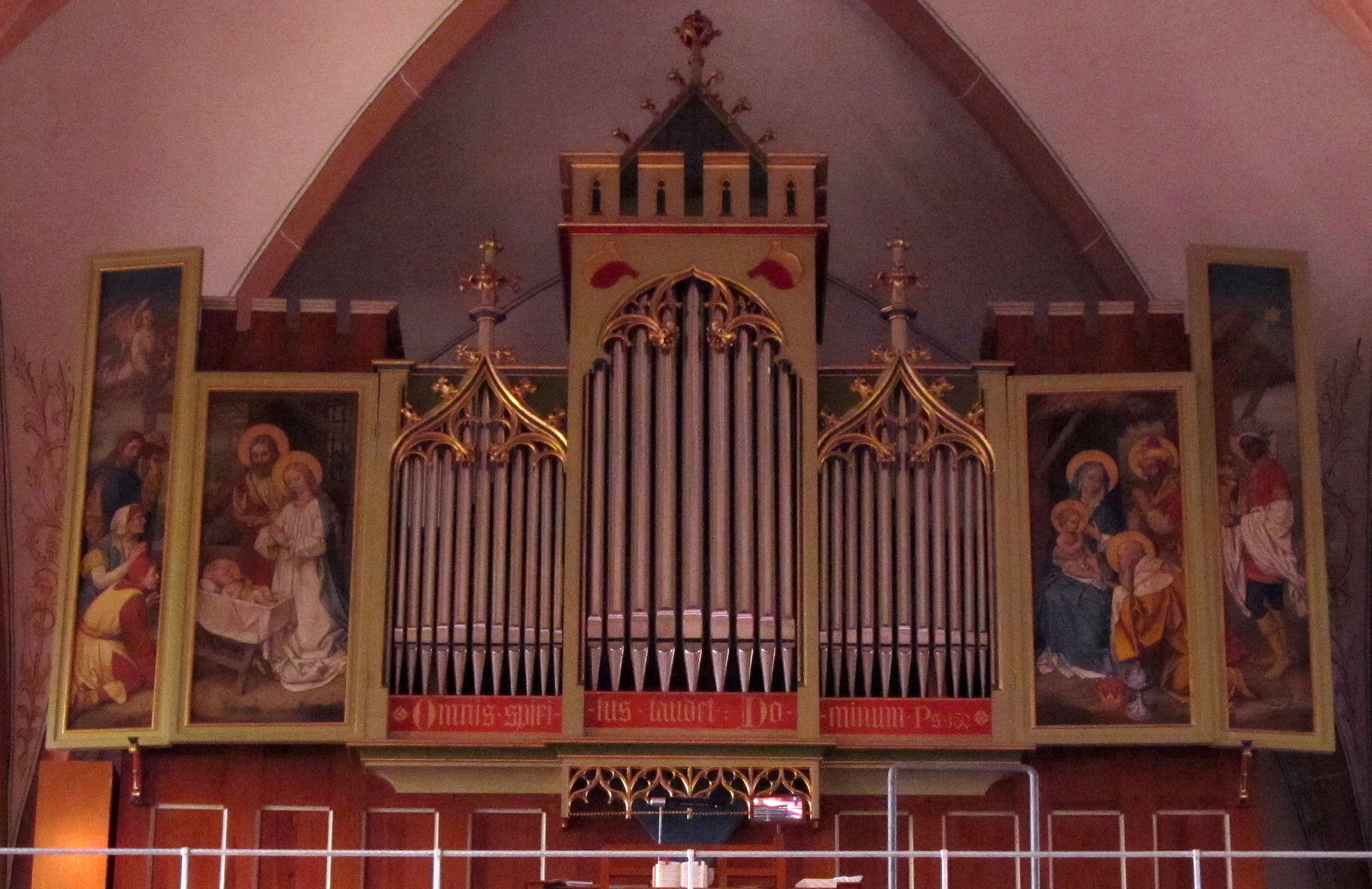
Orgelprospekt

Die Orgel der Kirche wurde 1903 von der Firma E. F. Walcker & Cie. (Ludwigsburg) als Opus 1101 erbaut. Das Instrument verfügte bei der Erbauung über 27 Register, verteilt auf zwei Manuale und Pedal und hatte folgende Disposition:
| I. Manual C–f3 |           |             |
| 1.             | Bourdon   | 16′         |
| 2.             | Prinzipal | 8′ Dis Mens |
| 3.             | Gamba     | 8′          |
| 4.             | Dolce     | 8′          |
| 5.             | Gedeckt   | 8′          |
| 6.             | Hohlflöte | 8′          |
| 7.             | Oktave    | 4′          |
| 8.             | Rohrflöte | 4′          |
| 9.             | Quinte    | 2 ⁄3′       |
| 10.            | Principal | 2′          |
| 11.            | Mixtur V  | 2 ⁄3′       |
| 12.            | Trompete  | 8′          |

| II. Manual C–f3 |                 |           |
| 13.             | Liebl. Gedackt  | 16′       |
| 14.             | Geigenprinzipal | 8′ F-Mens |
| 15.             | Liebl. Gedackt  | 8′        |
| 16.             | Salicional      | 8′        |
| 17.             | Aeoline         | 8′        |
| 18.             | Voix celeste    | 8′        |
| 19.             | Fugara          | 4′        |
| 20.             | Traversflöte    | 4′        |
| 21.             | Cornet III-V    | 8′        |
| 22.             | Oboe            | 8′        |

| Pedal C–d1 |                       |     |
| 23.        | Violonbaß             | 16′ |
| 24.        | Subbaß                | 16′ |
|            | Gedecktbaß (= Nr. 13) | 16′ |
| 25.        | Oktavbaß              | 8′  |
| 26.        | Violoncello           | 8′  |
| 27.        | Holzposaune           | 16′ |

- Koppeln:
  - Normalkoppeln: II/I, I/P, II/P
  - Superoktavkoppeln: I, I/P
- Spielhilfen: Collectivpedal f Tutti u. Coppel, General Crescendo u. Decrescendo Wirkung mittels Rollschweller für das ganze Werk

1986 kam es zu einem Umbau der Orgel durch die Firma E.F. Walcker GmbH & Co. KG (Hanweiler), bei der von Kegelladen auf Schleifladen umgestellt, sowie die Disposition geändert wurde. Statt 27 verfügte das Instrument nun über 29 (31) Register. 2006 erfolgte ein erneuter Umbau durch Gerhard Walcker-Mayer (Bliesransbach). Die Orgel ist auf der Empore aufgestellt und besitzt einen freistehenden Spieltisch. Die Spieltraktur ist mechanisch, die Registertraktur elektrisch. Die Disposition lautet wie folgt:
| I Koppelmanual |

| II Hauptwerk C–g3 |             |       |
| 1.                | Bourdon     | 16′   |
| 2.                | Prinzipal   | 8′    |
| 3.                | Gamba       | 8′    |
| 4.                | Dolce       | 8′    |
| 5.                | Gedackt     | 8′    |
| 6.                | Hohlflöte   | 8′    |
| 7.                | Oktave      | 4′    |
| 8.                | Rohrflöte   | 4′    |
| 9.                | Quinte      | 2 ⁄3′ |
| 10.               | Prinzipal   | 2′    |
| 11.               | Mixtur V-VI | 2′    |
| 12.               | Trompete    | 8′    |

| III Oberes Werk C–g3 |                 |     |
| 13.                  | Liebl. Gedackt  | 16′ |
| 14.                  | Geigenprinzipal | 8′  |
| 15.                  | Liebl. Gedackt  | 8′  |
| 16.                  | Salicional      | 8′  |
| 17.                  | Aeoline         | 8′  |
| 18.                  | Vox coelestis   | 8′  |
| 19.                  | Fugara          | 4′  |
| 20.                  | Traversflöte    | 4′  |
| 21.                  | Prinzipal       | 2′  |
| 22.                  | Cornet III-V    | 8′  |
| 23.                  | Scharff III-IV  | 1′  |
| 24.                  | Oboe            | 8′  |
|                      | Tremulant       |     |

| Pedal C–f1 |                           |     |
| 25.        | Violon                    | 16′ |
| 26.        | Subbaß                    | 16′ |
| 27.        | Oktave                    | 8′  |
| 28.        | Violoncello               | 8′  |
|            | Choralbaß (Ext. Nr. 27)   | 4′  |
| 29.        | Holzposaune               | 16′ |
|            | Baßtrompete (Ext. Nr. 29) | 8′  |

- Koppeln: II/P, III/P
- Spielhilfen: 2048 Setzerkombinationen

## Glocken
Im Jahr 1924 hat die Glockengießerei Otto aus Hemelingen/Bremen für St. Michael drei Bronzeglocken mit den Schlagtönen e′ – f′ – g′ gegossen. Zwei Glocken wurden im Zweiten Weltkrieg eingeschmolzen, nur eine Glocke, vermutlich die kleinste der dreien, hat den Krieg überstanden. Im Jahr 1954 goss die Saarlouiser Glockengießerei in Saarlouis-Fraulautern, die von Karl (III) Otto von der Glockengießerei Otto in Bremen-Hemelingen und dem Saarländer Aloys Riewer 1953 gegründet worden war, für die Michaelskirche in zwei Bronzeglocken mit den Schlagtönen a′ und h′.